# 크로락스
더 크로락스 컴퍼니(영어: The Clorox Company)는 미국의 생활용품·식품 제조 업체이다. 다양한 음식 및 화학 제품을 제조하는 업체이며 본사는 캘리포니아주 오클랜드에 있다. 가장 유명한 제품은 회사명과 같은 이름의 살균·표백제인 크로락스이다. 크로락스는 미국에서 가장 유명한 표백제 상표로, 그 이름 자체가 일반적으로 표백제로 통한다. 대한민국에서는 유한양행과의 합작인 유한크로락스를 통해 유한락스라는 상표명으로 생산되며, 표백제보다는 살균소독제로 더 널리 알려져 락스라는 이름 자체가 살균소독제의 대명사로 통한다.

## 표백제 제품으로서의 클로록스
클로록스(Clorox)는 차아 염소산 나트륨의 진한 수용액을 나타내는 상표명이다. 주 성분은 차아 염소산 나트륨과 소량의 수산화 나트륨이지만, 제품에 따라 계면 활성제를 포함하기도 한다.
락스의 주 용도는 살균 소독 또는 표백이다. 락스는 일부 흰 옷을 변색시키므로 변색되었을 때에는 하이드로설파이트 용액에 담가 환원시키면 된다.
대한민국 식품위생법에서는 락스를 식품첨가물에 분류하여 야채나 과일, 생선 등의 세척 및 탈취에 사용할 수 있다. 초기에는 상처 부위를 소독하기 위해 가정 상비약으로도 사용된 적이 있다.

### 금기 배합
- 산소계 표백제와의 혼합을 금지한다.
- 산성 세제와의 혼합을 금지한다. 산성 세제는 대개 염산을 함유하고 있으며 이것이 차아 염소산 나트륨과 반응하면 열과 함께 유독한 염소기체가 발생한다.

NaClO(aq) + HCl(aq) → NaOH(aq) + Cl2↑

NaOH(aq) + HCl(aq) → NaCl(aq) + H2O(l)